# مقاطعة ستيفينز (واشنطن)
مقاطعة ستيفينز (بالإنجليزية: Stevens County)‏ هي إحدى مقاطعات ولاية واشنطن في الولايات المتحدة الأمريكية.